# Fryderyk Pautsch

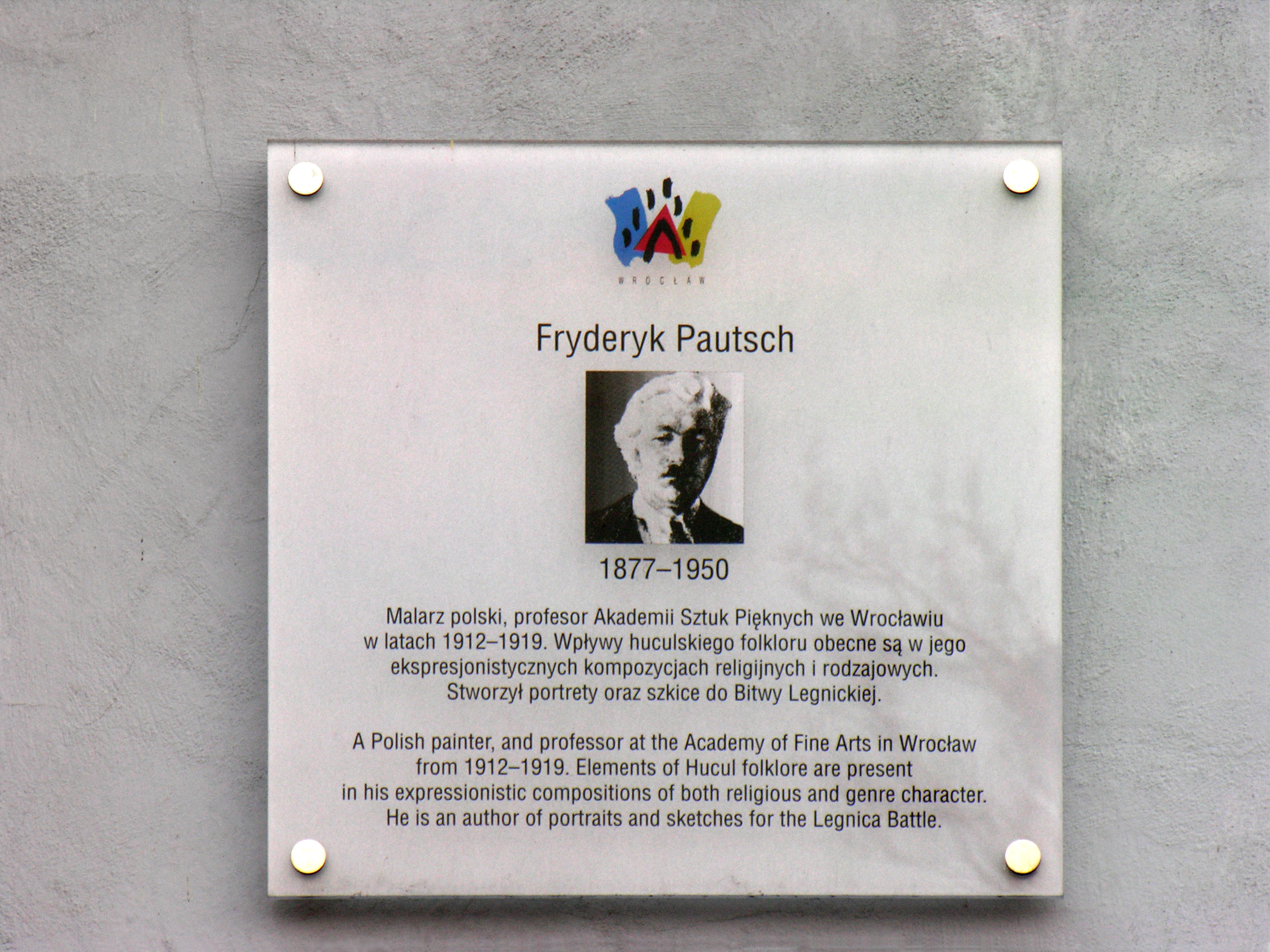
Tablica pamiątkowa we Wrocławiu

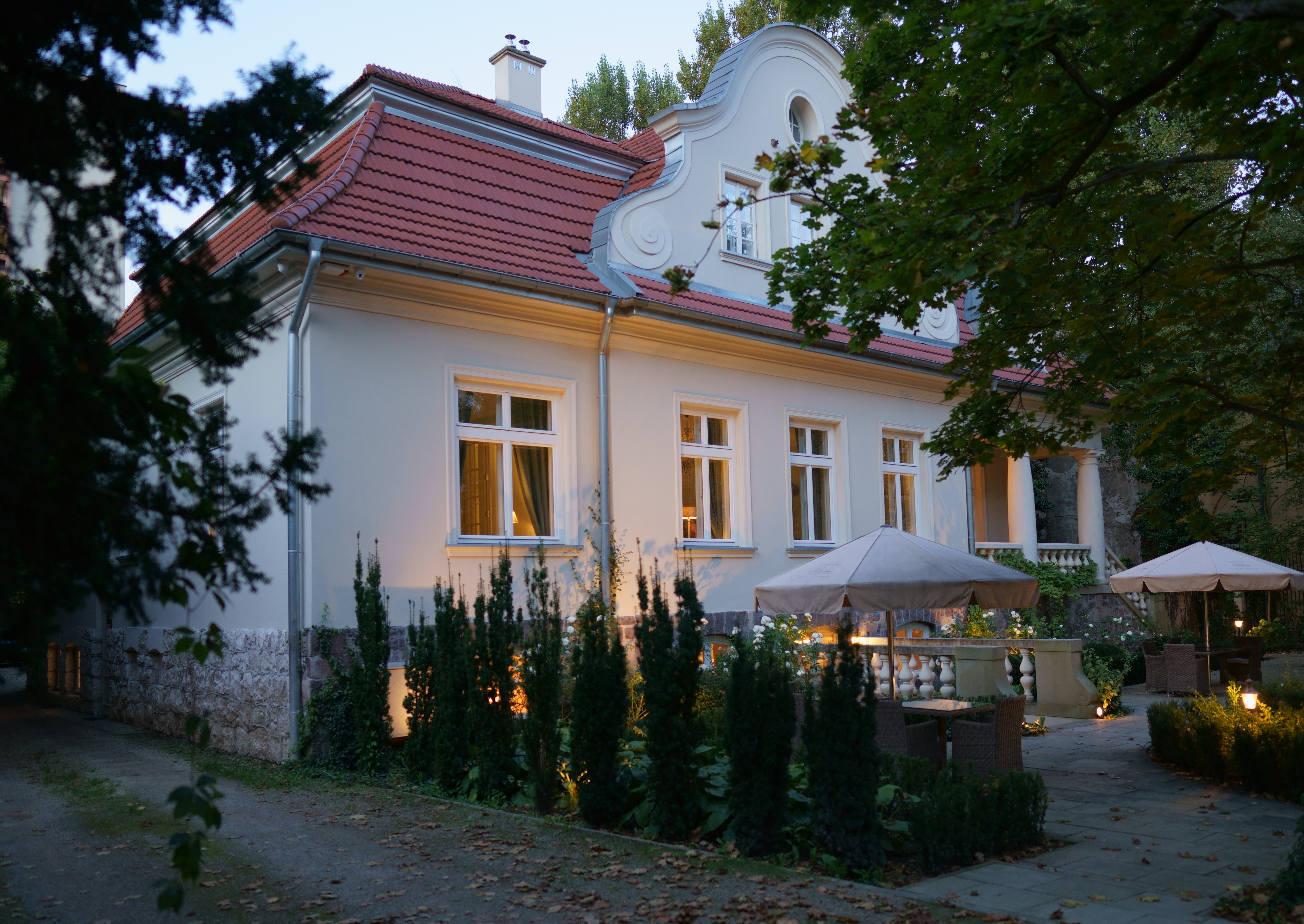
Willa Fryderyka Pautscha w Krakowie

Fryderyk Pautsch (ur. 22 września 1877 w Delatynie, zm. 5 lipca 1950 w Krakowie) – polski malarz reprezentujący nurt folklorystyczno-ekspresjonistyczny w sztuce Młodej Polski.

## Życiorys
Syn Fryderyka (1854–1934) i Elżbiety (oboje rodzice pochodzenia czeskiego). Od 1898 studiował na Wydziale Prawa Uniwersytetu Franciszkańskiego we Lwowie, rok później kontynuował ten kierunek na Uniwersytecie Jagiellońskim. Pod kątem artystycznym kształcił się w latach 1900–1906 w krakowskiej Akademii Sztuk Pięknych pod kierunkiem Józefa Unierzyskiego i Leona Wyczółkowskiego. Od 1902 do 1905 pracował jako karykaturzysta w czasopismach „Chochoł” i „Liberum Veto”. W latach 1905–1906, dzięki otrzymanemu stypendium, edukował się w Académie Julian w Paryżu. Osiadł we Lwowie, skąd często urządzał wielomiesięczne wyprawy na polskie Pokucie. Od 1908 był członkiem Towarzystwa Artystów Polskich „Sztuka”, a od 1912 wiedeńskiej grupy Hagenbund. W tym samym roku podjął pracę jako nauczyciel malarstwa dekoracyjnego w Królewskiej Akademii Sztuki i Rzemiosła Artystycznego we Wrocławiu. W okresie I wojny światowej był żołnierzem armii austriackiej.
W latach 1919–1925 był dyrektorem Szkoły Sztuk Zdobniczych w Poznaniu. Był współzałożycielem i pierwszym prezesem (od 1921) grupy artystów wielkopolskich „Świt”.
W 1925 roku przeniósł się do Krakowa, gdzie od 1927 roku zamieszkał we własnej wilii z ogrodem na ulicy Kazimierza Wielkiego 105. Został profesorem Akademii Sztuk Pięknych, a także dwukrotnie w latach 1931 i 1936 również jej rektorem.
W czasie okupacji wykładał w Państwowej Szkole Rzemiosła Artystycznego w Krakowie. W 1945 powrócił do pracy w Akademii Sztuk Pięknych w Krakowie.
Pod koniec życia dotknął go paraliż prawej ręki, który uniemożliwił mu malowanie.
Zmarł 5 lipca 1950 w Krakowie. Został pochowany 7 lipca 1950 na cmentarzu Rakowickim w Krakowie (kwatera XXXVIII-4-23).

## Twórczość
We wczesnym okresie malował barwne sceny z życia Hucułów. W swoich obrazach odtwarzał wiejskie obyczaje np. Wesele huculskie (1913), rytuały religijne np. Pogrzeb huculski (1907), Dziady na odpuście (1907), utrwalał epizody z życia codziennego np. Targ huculski (1913).

W latach 1908–1910 Pautsch malował głównie wizerunki przedstawicieli intelektualno-artystycznej elity Lwowa. Powstały wtedy portrety Leopolda Staffa, Jana Kasprowicza. Ten dział swojej twórczości kontynuował także podczas pobytu w Krakowie, wykonywał liczne portrety wybitnych osobistości związanych z miastem, różnych zawodów. Jego portrety cechowały złożoność kompozycji, rozbudowane tła, atrybuty charakteryzujące wykonywaną przez niego profesję. Ze znanych postaci w życiu Krakowa wykonał portrety ludzi sceny – Ireny Solskiej, Wojciecha Brydzińskiego, Mariana Jednowskiego, ludzi związanych z Akademią Sztuk Pięknych w Krakowie – Stefana Filipkiewicza, Stanisława Popławskiego, naukowców – Konstantego Michalskiego, architektów m.in. Ludwika Wojtyczki, pisarzy - Karola Huberta Rostworowskiego, prawników – Józefa Muczkowskiego, historyków sztuki – Feliksa Kopery, prezydenta miasta Krakowa – Mieczysława Kaplickiego i innych.
Fryderyk Pautsch malował także pejzaże, sceny historyczne, baśniowe, martwe natury.

## Ordery, odznaczenia, nagrody
- Krzyż Komandorski Orderu Odrodzenia Polski (11 listopada 1936)[8]
- Krzyż Oficerski Orderu Odrodzenia Polski (9 listopada 1931)[9]
- Nagroda im. Probusa Barczewskiego (1924 (za obraz „Topielec”)[10][1] i (1930)[1]
- złoty medal na Powszechnej Wystawie Krajowej (1929)[7]
- Nagroda Miasta Krakowa (1930)[1]
- Złoty Wawrzyn Akademicki (5 listopada 1938)[11]

## Upamiętnienie
- tablica pamiątkowa na siedzibie Akademii Sztuk Pięknych we Wrocławiu
- od 1979 roku jest patronem ulicy we Wrocławiu[3]